# Kościół św. Anny w Strzegowie
Kościół świętej Anny – rzymskokatolicki kościół filialny należący do parafii św. Anny w Strzegowie w dekanacie strzegowskim diecezji płockiej.

## Historia
Jest to świątynia wzniesiona w 1756 roku, chociaż niektóre źródła podają datę budowy: 1 połowa XVII wieku. Budowla była restaurowana w 1798 roku, dzięki staraniom Karola Mdzewskiego. Kościół był remontowany w 1820 i 1959 roku, w latach 2010 – 13. Świątynia została okradziona w 2003 roku.

## Architektura

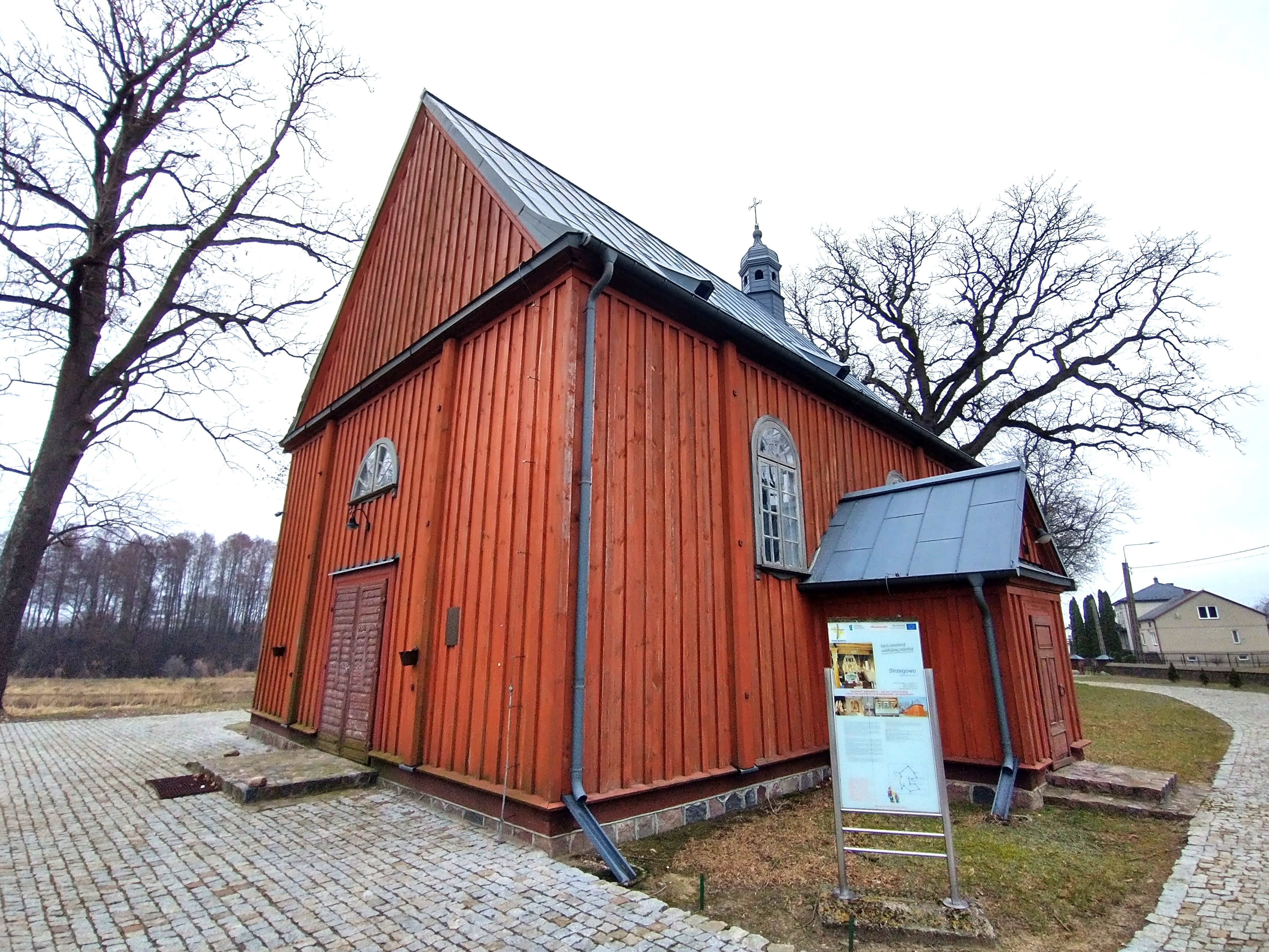
Elewacja wejściowa

Budowla jest drewniana, trzynawowa, posiada konstrukcję zrębową. Świątynia jest orientowana. Jej prezbiterium jest mniejsze w stosunku do nawy, zamknięte trójbocznie z zakrystią wydzieloną wewnętrznie na osi. Z lewej i prawej strony nawy znajdują się dwie kruchty. Dach kościoła jest dwukalenicowy, pokryty blachą z sześciokątną wieżyczką na sygnaturkę, zwieńczoną blaszanym dachem hełmowym z latarnią. Wnętrze jest podzielone na trzy części dwoma rzędami słupów ustawionymi po dwie sztuki. Płaski strop belkowy nakrywa wnętrze. Chór muzyczny jest podparty słupami z prospektem organowym z początku XX wieku. Na ścianach i stropie jest umieszczona polichromia. Ołtarz główny pochodzi z początku XVIII wieku i reprezentuje styl barokowy. Dwa ołtarze boczne powstały w XIX wieku i reprezentują styl neogotycki. Ambona powstała w stylu barokowym. 

## Galeria

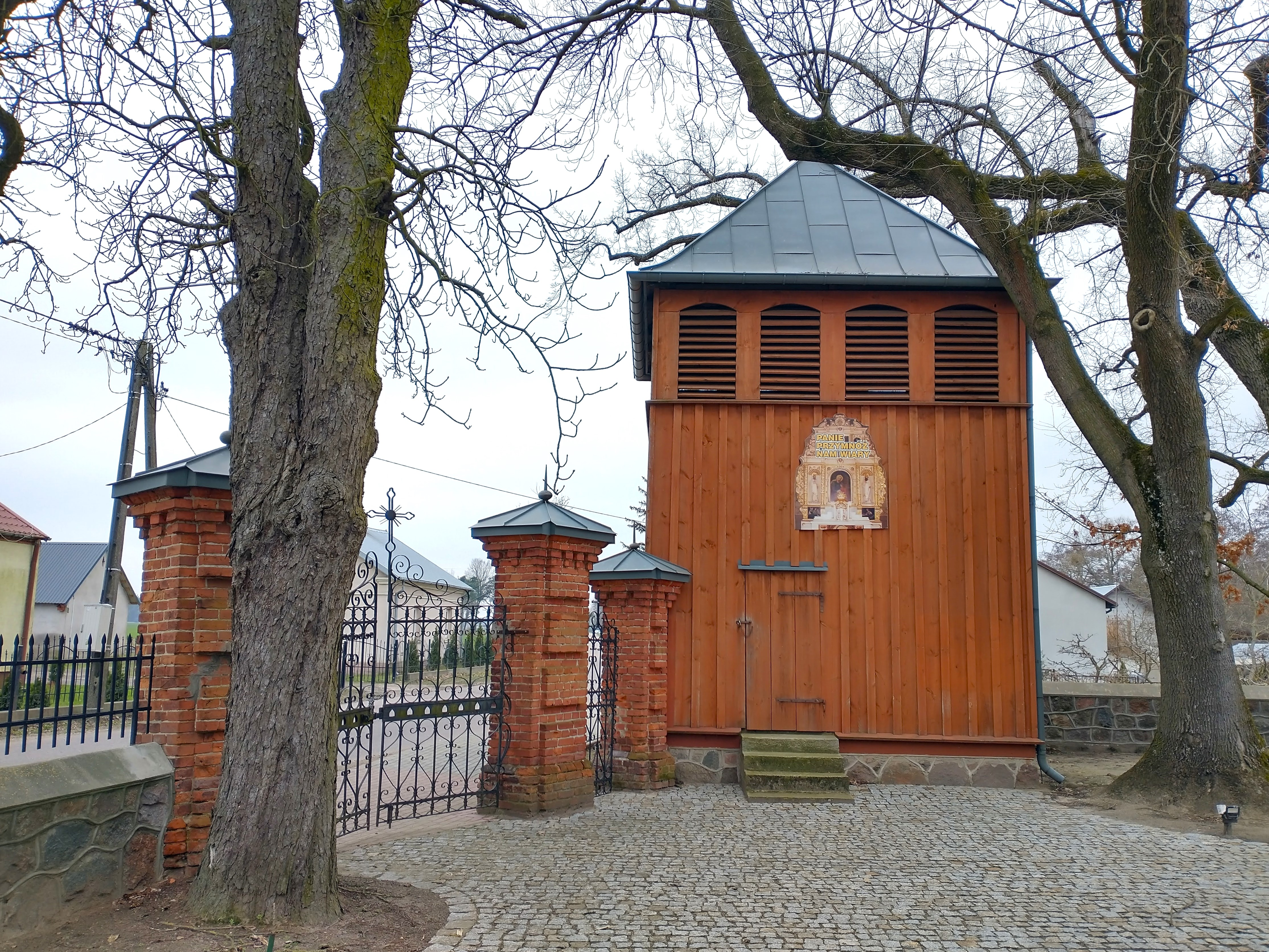
Dzwonnica
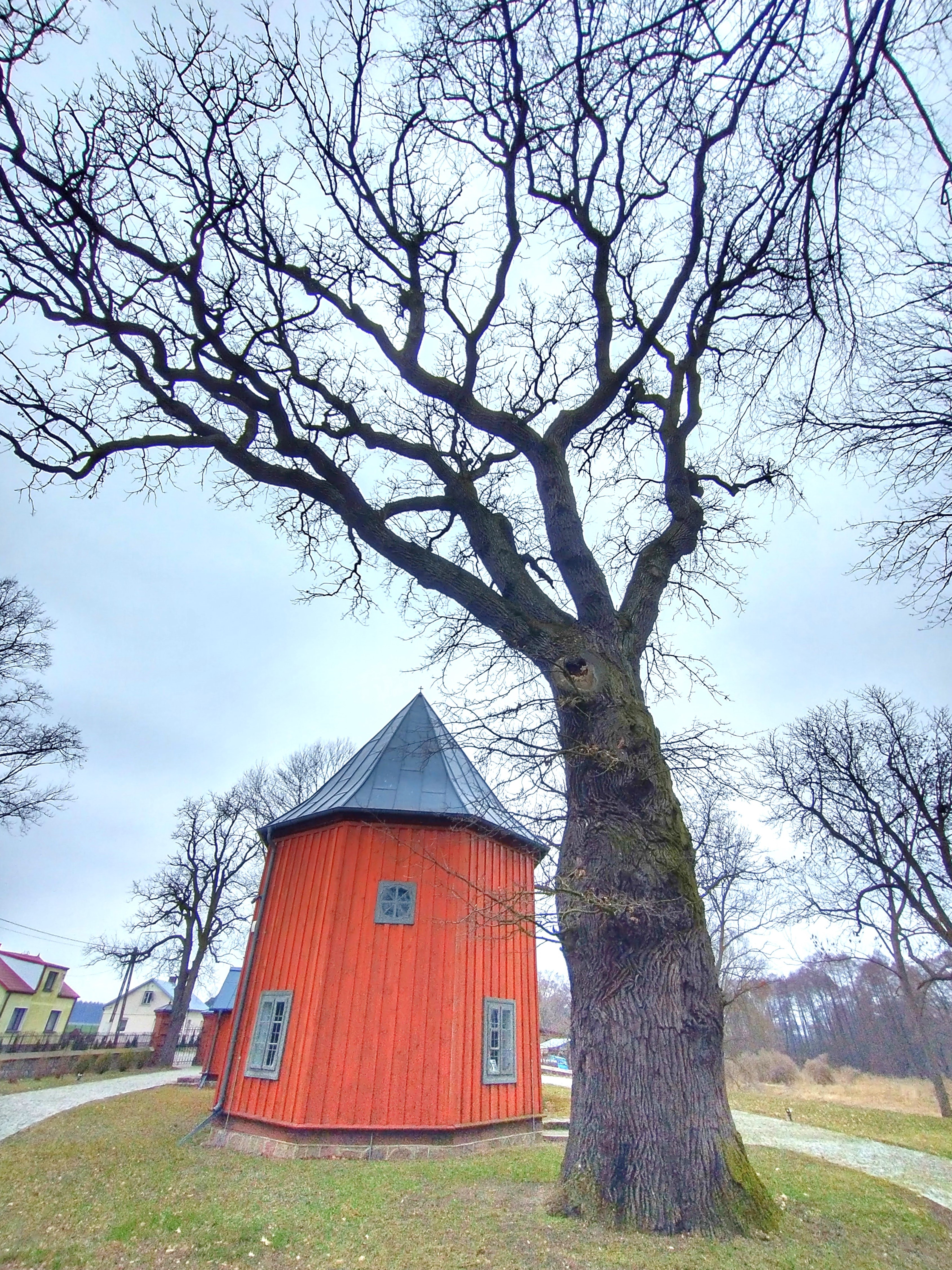
Prezbiterium i pomnik przyrody
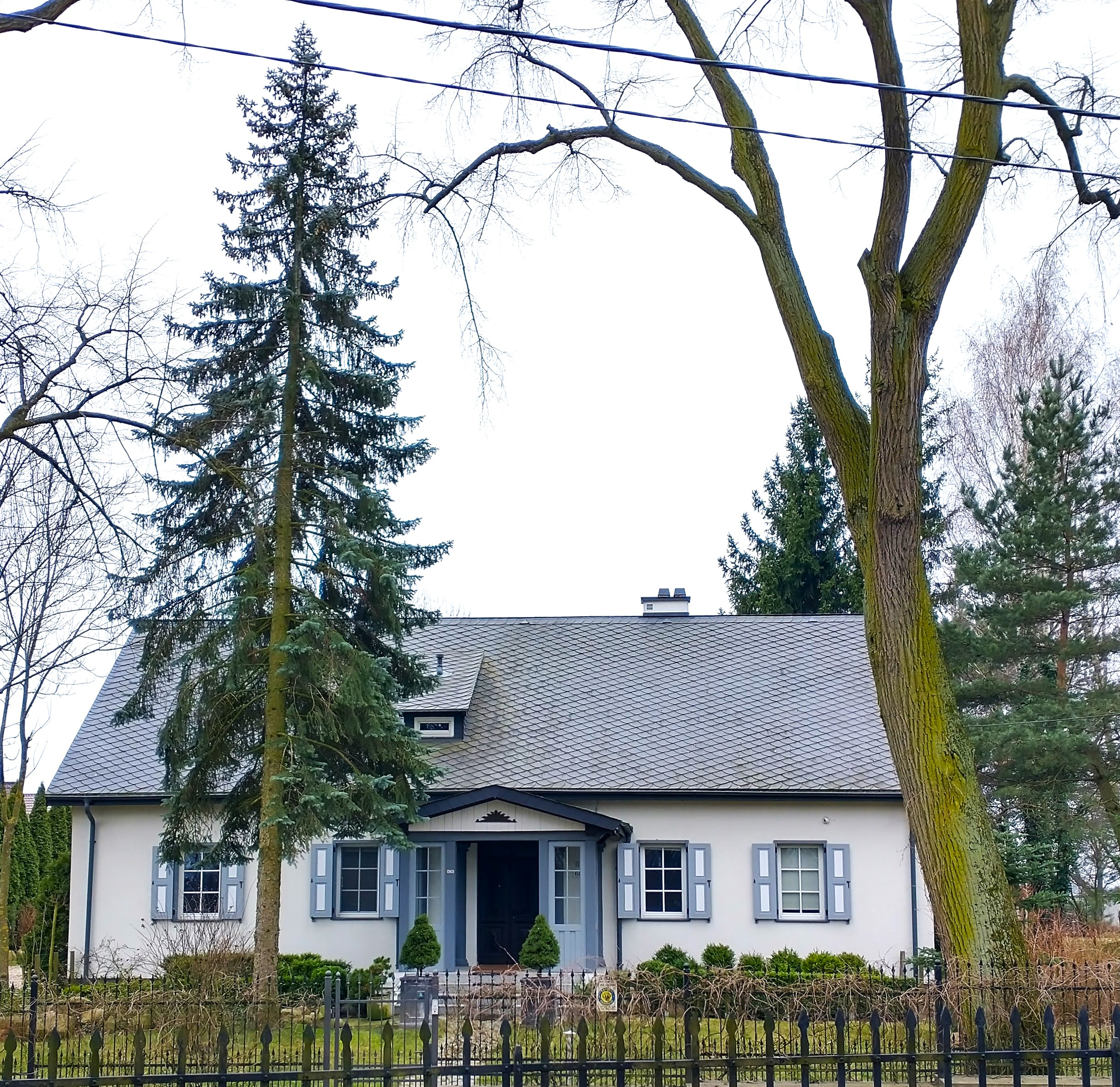
Plebania